# 烏泰朗山

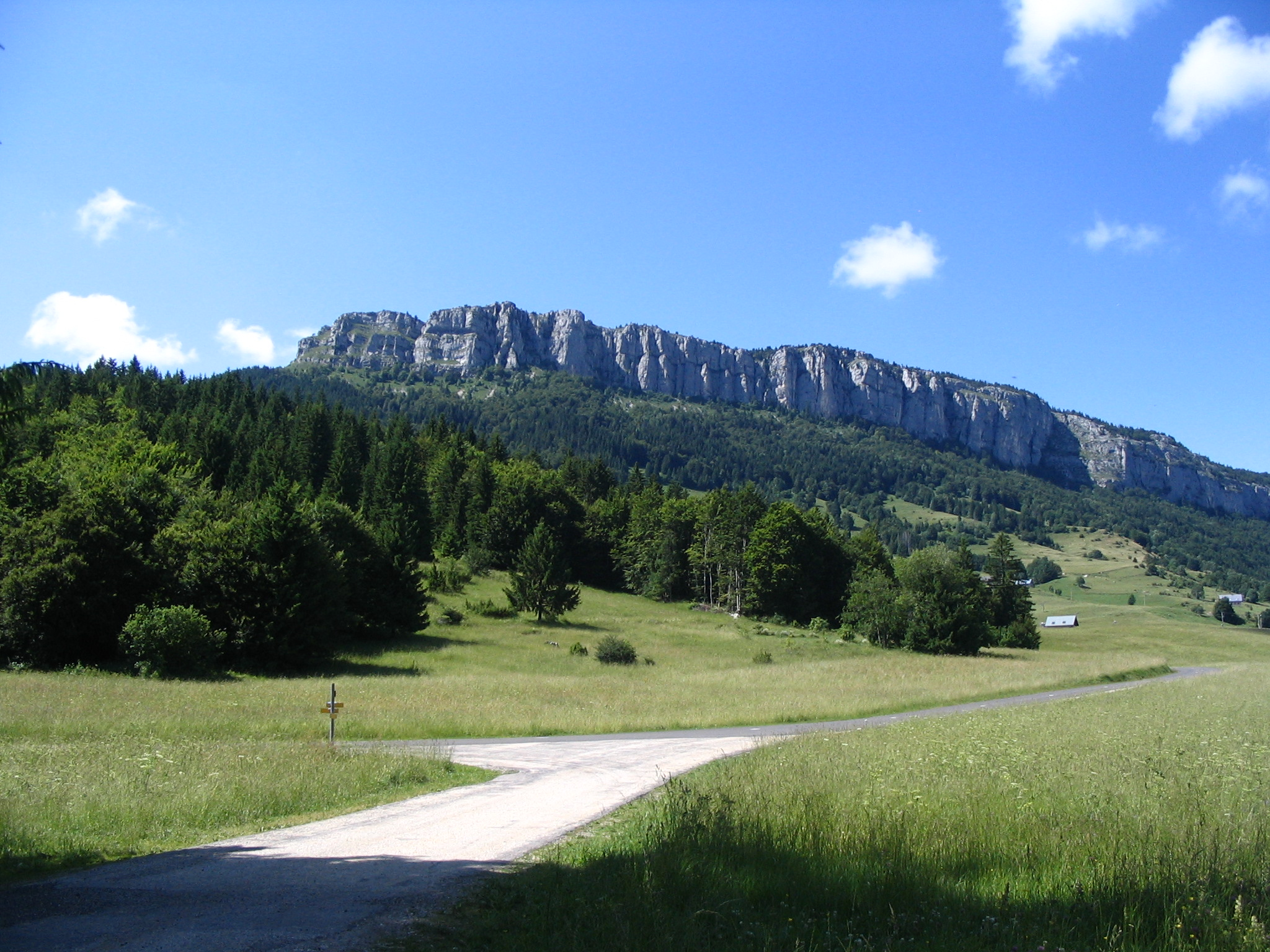

45°27′57″N 05°50′42″E / 45.46583°N 5.84500°E
烏泰朗山（法語：Mont Outheran），是法國的山峰，位於該國東南部，由薩瓦省負責管轄，屬於沙特勒斯山脈的一部分，海拔高度1,676米，每年平均降雨量1,581毫米。